# 에일리언 솔저
《에일리언 솔저》(일본어: エイリアンソルジャー 에이리안소루쟈[*], ALIEN SOLDIER)는 트레져가 개발하고 세가에서 발행한 1995년 메가드라이브용 액션 슈팅 게임이다.

## 게임플레이
에일리언 솔저는 왼쪽에서 오른쪽으로 진행하는 횡스크롤 액션 슈팅 게임이다. 게임 플레이어가 고를 수 있는 무기는 6개이며 그 중 4개까지 선택을 할 수 있다.
이 무기들은 무한이 아니라 잔탄수가 있어서 다 떨어지면 가스 상태로 근접 공격만 가능하게 되지만. 다른 무기로 교체하면 잔탄수 다떨어진 무기를 조금씩 자동으로 충전할 수도 있다. 그리고 스테이터스 설정은 막대게이지 및 숫자로 설정할지 선택할 수 있는데 무려 26개나 된다.
플레이어의 체력이 다 차 있을 때 고속이동을 하면 약간의 체력을 소모하여 필살기를 사용할 수가 있다. 건스타 히어로즈에서처럼 보너스 플레이어가 주어지는 게 아니기 때문에 시간이 경과하거나 체력이 0이 되면 게임 오버가 되어버린다.

## 주요 캐릭터
Epsilon-2-플레이어의 캐릭터.
- 보스

Xi-Tiger-9스테이지에서 등장하는 호랑이 로봇
Epsilon-1-메카닉 이글.
Seven Force Kaede-20스테이지에서 나오는 보스. 건스타 히어로즈에서 나오는 세븐포스와 비슷함.
Z-Leo-마지막 스테이지의 보스.

## 평가
| 평가 |          |
| --- | -------- |
| 통합 점수 통합사 점수 게임랭킹스 82% [ 1 ] 평론 점수 평론사 점수 CVG 80/100 [ 2 ] 유로게이머 8/10 [ 3 ] 패미츠 24/40 [ 4 ] 게임스팟 8/10 [ 5 ] IGN 8/10 [ 6 ] 닌텐도 라이프 8/10 [ 7 ] Mean Machines Sega 85/100 [ 8 ] Sega Saturn Magazine (JP) 7.5 / 10 [ 9 ] |          |
| 통합 점수 |          |
| 통합사 | 점수     |
| 게임랭킹스 | 82%      |
| 평론 점수 |          |
| 평론사 | 점수     |
| CVG | 80/100   |
| 유로게이머 | 8/10     |
| 패미츠 | 24/40    |
| 게임스팟 | 8/10     |
| IGN | 8/10     |
| 닌텐도 라이프 | 8/10     |
| Mean Machines Sega | 85/100   |
| Sega Saturn Magazine (JP) | 7.5 / 10 |

## 같이 보기
- 건스타 히어로즈